# Рондонополис
Рондонополис (порт. Rondonópolis) — муниципалитет в Бразилии, входит в штат Мату-Гросу. Составная часть мезорегиона Юго-восток штата Мату-Гроссу. Входит в экономико-статистический микрорегион Рондонополис. Население составляет 172 471 человек на 2007 год. Занимает площадь 4165,232 км². Плотность населения  — 41,41 чел./км².

## История
Город основан 10 августа 1915 года под названием «Вермельо». Впоследствии был переименован в честь Кандиду Рондона.

## Статистика
- Валовой внутренний продукт на 2004 год составляет 1 484 255 000,00 реалов (данные: Бразильский институт географии и статистики).
- Валовой внутренний продукт на душу населения на 2004 год составляет 9060,00 реалов (данные: Бразильский институт географии и статистики).
- Индекс развития человеческого потенциала на 2000 год составляет 0,791 (данные: Программа развития ООН).

## Спорт
В городе базируется футбольный клуб «Вила Аурора».